# Abattage (poker)
Pour les articles homonymes, voir Abattage (homonymie).
L'abattage (Showdown en anglais) est le moment de la partie au poker où les joueurs encore en jeux vont comparer leurs mains.
Cette phase du jeu a lieu lorsque le nombre de tours d'enchères défini par la variante du jeu a été atteint et qu'il reste encore au moins deux joueurs en jeu.

## Ordre et obligation de montrer ses mains
Lorsqu'un joueur a misé au dernier tour d'enchères et qu'un autre l'a suivi, le joueur ayant été suivi doit montrer sa main. S'il ne le fait pas, il perd la partie. 
Le joueur immédiatement à la suite du premier joueur peut choisir de se coucher et de ne pas montrer ses cartes, auquel cas il perd la partie. S'il montre ses cartes, la main vainqueur est déterminée, et le(s) gagnant(s) reçoivent leur gains.
Si aucun joueur n'a relancé lors du dernier tour d'enchères, alors le dernier joueur ayant relancé lors des tours précédent doit montrer ses cartes en premier. Cette règle n'est pas toujours appliquée dans toutes les parties, notamment car il peut être difficile de se rappeler qui a parlé en dernier, ainsi, il est courant que la personne la plus près du bouton montre ses cartes en premier.